# 신흥우
신흥우(申興雨, 1883년 3월 26일(음력 2월 18일)~1959년 3월 15일)는 한국의 개화 운동가이자 감리교 목회자이다. 1920년부터 1935년까지 조선중앙기독교청년회 총무로 기독교를 통한 농촌개조와 문맹 퇴치, 사회운동, 실력 양성 등을 목표로 독립운동을 추진하였다.
1896년 서재필, 윤치호, 이승만 등과 함께 협성회(協成會) 조직에 참가하여 협성회 청년부 지도자로 활동했고, 만민공동회와 독립협회에도 가담했다. 그 후 미국에 유학, 서던캘리포니아 대학교를 졸업했으며, 1912년 YMCA 청년회 이사와 배재학당 교장을 지냈다. 1919년의 3.1 운동에는 참여를 거부하고, 1920년 조선체육회 발기에 참여하였으며 제7대 회장을 지냈다. 1927년 이상재, 허헌, 김병로, 조병옥 등과 함께 신간회(新幹會) 조직에 참여하여 기독교대표의 한사람으로 활동했다.
1930년대에는 흥업구락부의 조직에 참여하고 적극신앙단을 결성했으며 1932년 YMCA 총무를 역임하였다. 일제강점기 후반에는 기독교 감리교회의 지도자로 활동했으며 박인덕, 전필순, 함태영 등과 함께 적극신앙단을 조직하였고, 흥업구락부 사건으로 투옥당하기도 했다. 태평양 전쟁 후반에는 한국감리교회의 일제 협력에 동참하기도 했다. 8·15광복 이후에는 정치인으로 활동하며 이승만을 지지하였으나 나중에 정적으로 변신하였다. 1952년 대통령 후보로 출마했으나 낙선했고, 1957년에는 민주당에 입당했다. 아호는 금하(錦霞)이다.

## 생애

### 생애 초기

#### 출생과 초기 활동
신흥우는 1883년 3월 26일(음력 2월 18일) 충청북도 청주시에서 태어나 한성부에서 자랐다. 관리인 아버지 신면휴에게서 한학을 배우다가 개화사상에 눈뜨고 상경, 12세 때 배재학당(培材學堂)에 들어가 신학문을 익히면서 개화 사상과 기독교, 서구 문물을 접하게 되었다. 1896년 개신교에 입문하고, 서재필, 윤치호, 이승만 등의 개화 청년들이 조직한 협성회(協成會) 청년부에 가담하여 계몽 운동을 벌였다. 또한 만민공동회와 독립협회에도 소년 지도자의 한사람으로 참여한다.
신흥우는 소년기에 그의 형 신긍우를 통해 이승만을 소개받게 된다. 그러나 해방 직후 그는 이승만의 협조자였으나 그후 정적으로 돌변한다. 또한 윤치호 역시 1910년대까지는 그의 충실한 동지였으나 감리교계의 패권을 놓고 다투다가 사이가 틀어지게 된다. 이후 서재필, 이승만, 윤치호 등과 함께 정치 토론을 벌이며 근대화운동을 전개해나갔으나 불량한 학생으로 오해받아 대한제국 정부의 감시를 당하기도 했다.

#### 수학과 계몽운동
1901년 관립한성덕어학교에 재학 중, 학생 토론회를 개최, 독일어학과 학생회 대표로 과격한 정치개혁을 주장하여 황제에 불충한 정치범으로 몰려 한성감옥에 투옥되었다. 이때 그가 이승만과 함께 감옥 안에서 다른 죄수들을 상대로 교육 계몽 운동을 펼치고 영어 공부를 했다는 일화가 있다.
영어 실력이 출중했던 신흥우는 1903년 선교사를 통해 미국 로스앤젤레스에 유학한 뒤 서던캘리포니아 대학교 의대와 문리과대에 적을 두고 의학·정치학·경제학·법률학을 두루 전공하였다. 귀국하여 1912년 식민지 현실에 분개하여 다시 망명하려 하였으나 윤치호의 권고로 망명을 단념하고, 황성기독교청년회 이사가 되고, 배재학당 교장을 지냈다.
1914년 10월부터는 잡지사인 공도사(公道社) 사장이 되어 1919년 3월까지 인쇄업에 종사하였다.

### 일제 강점기 활동

#### 독립운동과 사회 활동

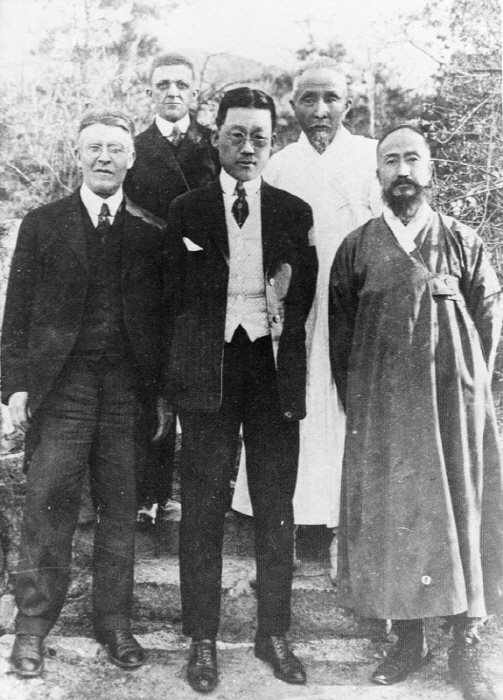
조선 YMCA 총무들 사진. 앞줄 왼쪽부터 브로크만 선교사, 신흥우, 윤치호, 뒷줄 왼쪽부터 질레트 선교사, 이상재.

귀국 이후 1920년대까지는 흥업구락부, 신간회, 조선기독교청년회전국연합회(YMCA) 등을 중심으로 이상재와 유사한 노선의 민족주의 운동에 가담했다.
그러나, 이 기간 중에도 1919년 거국적인 3·1 운동이 일어나고 기독교계가 적극 참가했을 때 평양에서 신병을 치료하며 가담하지 않은 일 때문에 구설수에 오른 바 있다. 감리교인들과 조선기독교청년회, 배재고등보통학교 학생과 졸업생 등 그의 주변 세력이 대거 이 운동에 참가하는 와중에도 매우 소극적인 모습을 보였다. 신흥우는 이때의 미심쩍은 행동으로 이듬해 배재고보 교사와 학생들에게 불신임을 받고 교장직에서 물러났다.
하지만 이때까지만 해도 친일파로의 변신은 예고되지 않았다. 신흥우는 여전히 해외에서 열리는 행사에 대표로 참여하여 3·1 운동에 대해 알리고 독립의 당위성을 설명하면서, 이승만의 외교 중심 항일 운동을 뒷받침했다. 1920년 함태영, 여운형, 송진우 등과 함께 조선체육회(대한체육회의 전신)의 창립 발기인의 한사람으로 참여하였고, 제7대 조선체육회 회장에 선임되었다.
1924년부터 조선중앙기독교청년회 농촌계몽사업 선도에 나서서 농촌의 빈궁 추방에 주력하였고, 1925년에는 사회주의자들의 반기독교 운동에 저항하여 기독교 시민윤리를 홍보, 순회 강연을 하였다. 1927년 이상재(李商在), 이승훈(李昇薰), 허헌, 김병로, 조병옥, 오화영(吳華英), 허정숙, 이갑성 등과 함께 민족좌우연합전선인 신간회(新幹會)에 참여, 신간회의 기독교계대표 발기인으로 민족운동을 지도하였다. 1930년부터는 브나로드 운동에도 가담하여 농촌 계몽, 문맹 퇴치 사업에도 동참했다.

#### 적극 신앙단 조직
기독교 청년 운동을 추진해나가며 1930년 모교인 서던캘리포니아 대학교에서 법학박사 학위를 받았다. 그러나 독단적인 운영 형태로 감리교 교단 내에서도 많은 적을 만들어내기도 했다. 1930년대 들어 감리교단 내의 적극신앙단 문제로 윤치호, 양주삼과 대립하는 사건이 있었다. 1930년 전필순, 함태영 등과 함께 기독교내 단체인 적극신앙단(積極信仰團)을 조직했고, 1932년 범태평양조선협회를 결성하였다.
적극신앙단을 결성한 것은 이승만의 측면지원단체이자 정치적 후원단체인 흥업구락부가 비기독교인도 많다는 점과, 정치적으로는 거리를 둔 순수 기독교인들만의 모임이 필요하다고 판단하여 따로 단체를 조직하기로 했다. 그러나 신흥우 자신의 기독교계 점령을 우려한 감리교파를 비롯한 각 기독교 지도자들의 반감을 사기도 했다.
한편, 윤치호 일기에 1933년 10월 4일자 내용에 따르면 "안창호는 윤치호에게 ‘일본인들은 최근의 적이지만 기호파는 500년간의 적이기에 먼저 기호파를 박멸하고 독립해야 한다’고 했다. 그러자 여운형,신흥우 등도 독립지사들과 함께 윤치호를 찾아가 서북파의 음모를 분쇄하기 위한 기호파 비밀결사를 제안하였다고 한다. 윤치호는 이를 자신의 일기에 기록으로 남겼고, 윤치호는 '안창호와 신흥우, 여운형 등을 비롯한 독립운동가들의 지역감정을 놓고, '지역감정 하나로만 봐도 한국은 일본으로부터 독립할 자격이 없다'고 비난했다. 그러나, 안창호는 1932년 5월에 중국 상하이에서 일제 경찰에 체포되어 국내로 압송되었고 징역 4년형 선고받아 대전형무소에서 복역상태였기 때문에 안창호나 여운형,신흥우등이 윤치호에게 찾아가 그런 제안을 했다는것에 대해서는 앞뒤 정황이 맞지않다. 물론 윤치호는 이전에 안창호가 했던 말을 인용했던 것일 수도 있다.
전필순, 박인덕 등과 적극신앙단을 지도하면서 《기독신보 基督申報》의 발간을 주도하여 교회여론주도의 구실을 했으며, 한편 서양인 선교사들을 잠재적 스파이로 몰아 축출하려는 조선총독부의 의도를 파악하고 기독교 교회의 협력을 다짐하기도 했다. 1938년 흥업구락부 사건(興業俱樂部事件)으로 투옥된 이후에는 적극적인 친일 노선을 걷게 된다.

#### 변절과 부일 협력 문제
중일전쟁이후 수양동우회 사건과 1938년 흥업구락부 사건을 계기로 변절하여 적극적인 부일 활동을 시작했다.
1930년대 후반 이승만이 영향을 발휘하던 독립운동단체 흥업구락부에서도 가입하여 활동하였다. 그러나 조선총독부 서대문경찰서에 감금된 윤치영의 진술로 1938년 5월 18일자 서대문경찰서장의 보고에 의하면 그는 흥업구락부의 동지회원의 한사람으로 보고되었다.
태평양 전쟁 중에 기독교계의 대표적인 친일 인물로서 학도병 지원을 부추기는 강연과 친일 논설 기고 활동을 했다. 황인종의 설움을 딛기 위해 신동아 건설에 매진해야 한다는 등의 강연 내용이 남아 있다. 전쟁협력 단체 임전대책협의회, 조선임전보국단과 조선언론보국회에도 참여하는 등 적극적인 가담이었다.
김활란이 미국에서 돌아온 후 1939년 12월 교수와 학부형 등 각 방면의 유지들이 모여 '이화전문학교후원회'를 결성하기로 하고 발기인 총회에서 선출된 창립총회 준비위원으로 유억겸, 신흥우, 송진우 등 3명이 선임되었다. 1939년 12월 18일 정동의 이화여전 강당에서 80여 명의 관계자들이 모인 가운데 후원회 창립총회가 개최되었다. 여기에서 12개조의 후원회 장정을 통과시키고 25명의 위원을 선출했다. 신흥우도 이화여전 후원회 위원의 한사람으로 선출되었다.
태평양 전쟁 이후 조선총독부로부터 창씨개명을 권유받자 그는 성명을 변경한다.

### 생애 후반

#### 광복 이후
광복 직후에는 우익 진영에서 활동하다가 1948년에는 남북협상론과 단정수립론이 나오자 이승만의 단정 수립론을 지지하였다. 그해 5월 제헌국회의원 선거에 출마했으나 낙선하였고, 7월 영문으로 된 기독교 성향의 주간지 《유니언 데모크랫 The Union Democrat》을 발간하였다.
1948년 대한민국 건국 이후에는 1949년 제4대 대한체육회 회장에 선출되었다. 1950년 1월 주일본 대한민국 대표부 제3대 공사에 임명되었으나 그해 5월 총선 출마를 위해 사직하고 귀국했다. 1950년 5월 제2대 국회의원선거에 출마하였으나 낙선하였다.

#### 최후
한국전쟁 와중인 1952년 대한민국 대통령 선거에 무소속으로 대통령 후보로 출마하였으나 낙선하기도 했다. 그 뒤 대한기독교청년회연맹 고문, 총무 등을 역임하였다. 이후 반이승만 진영의 한사람으로 활동했다.
1956년의 선거에서 대통령 후보로 입후보하려 했으나 경찰의 조직적인 방해로 후보등록을 하지 못했다. 1957년 민주당 상임고문에 추대되어 야당 지도자로 활동했다. 저서로는 《한국의 신생 The Rebirth of Korea》 등이 있다. 1959년 3월 15일 병으로 급서하였다.

### 사후
2002년 공개된 친일파 708인 명단과 2008년 발표된 민족문제연구소의 친일인명사전 수록예정자 명단, 2009년 친일반민족행위진상규명위원회가 발표한 친일반민족행위 705인 명단에 모두 포함되어 있다.
기독교대한감리회가 2005년 광복 50주년 기념으로 펴낸 자료집 《하나님에게만 희망을 두고 살아라》에서 선정한 감리교 내 친일 부역자 명단 12명 중에도 평신도 3인 중 한 명으로 포함되었다.

## 저서
- 《한국의 신생 The Rebirth of Korea》

## 논란과 의혹

### 적극적 친일 논란
태평양 전쟁 중에 기독교계의 대표적인 친일 인물로서 학도병 지원을 장려하고 적극 동참할 것을 호소하는 강연 활동과 친일 논설을 발표했다. 그 중에는 황인종의 설움을 딛기 위해 신동아 건설에 매진해야 한다는 등의 강연 내용이 남아 있다. 그러나 그가 진심으로 친일행위를 한 것인가 서양 선교사들에 대한 반감인가, 감리교 교단을 지키기 위한 어쩔 수 없는 선택인가 여부는 논란이 있다.

### 박인덕과의 염문 논란
1930년대부터 1940년대 사이에 감리교계에서는 그가 이혼녀인 박인덕과 내연 관계라는 염문이 확산되었다. 이 때문에 현동완 등 일부 경건주의자들은 그를 기피, 비토하였다.

## 학력
- 서던캘리포니아 대학교 학사 졸업
- 1930년 서던캘리포니아 대학교 법학박사

## 가족 관계
- 아버지 : 신면휴
  - 형 : 신긍우
  - 형 : 신홍우

## 같이 보기
| - 조선기독교청년회전국연합회 - 흥업구락부 - 조선임전보국단 - 이상재 - 서재필 - 윤치호 - 이승만 - 김규식 - 윤치영 - 윤치왕 - 이갑성 - 스코필드 - 함태영 - 허헌 | - 독립협회 - 만민공동회 - 신간회 - 적극신앙단 - 호러스 그랜트 언더우드 - 헨리 아펜젤러 - 앨리스 아펜젤러 - 안창호 - 이광수 - 여운홍 - 안재홍 - 김병로 - 전필순 - 허정숙 | - 박인덕 - 김마리아 - 박마리아 - 조병옥 - 양주삼 - 김병로 - 김활란 - 황애덕 - 황신덕 - 차미리사 |

## 참고자료
- 기독교대한감리회, 한국감리교인물사전 - 신흥우 편[깨진 링크(과거 내용 찾기)]
- 전택부 (1971년 12월 15일). 《인간 신흥우》. 서울: 기독교서회.
- 김을한, 《여기 참사람이 있다》(신태양사, 1960)
- 민경배, 교회와 민족 (대한기독교출판사, 1981)